# 山西省立川至医学专科学校旧址
37°52′39″N 112°34′10″E / 37.87745°N 112.56949°E
山西省立川至医学专科学校旧址，位于山西省太原市杏花岭区精营东二道街，是中华人民共和国山西省文物保护单位之一。
2004年6月10日，授予山西省文物保护单位，是一座近代现代重要史迹和代表性建筑。